# Arrahma-moskee (Alicante)
De Arrahma-moskee (ook wel Alicante-moskee genoemd) is een moskee in Alicante, een stad in het oosten van Spanje in de autonome regio Valencia. De moskee werd in 1991 geopend voor publiek en bestaat uit drie verdiepingen met een lift. Naast een gebedsruimte bevat het ook een ruimte voor kleine wassing en een school.
Het exterieur is in moderne islamitische stijl gebouwd en het interieur is in Moorse stijl. De voorkant van de moskee waar zich de vierkante minaret bevindt bevat een kleine voortuin met een palmboom.